# Kurukshetra (huyện)
Huyện Kurukshetra là một huyện thuộc bang Haryana, Ấn Độ. Thủ phủ huyện Kurukshetra đóng ở Kurukshetra. Huyện Kurukshetra có diện tích 1217 ki lô mét vuông. Đến thời điểm năm 2001, huyện Kurukshetra có dân số 828120 người.